# Kriegerdenkmal (Oy-Mittelberg)
Das Kriegerdenkmal in Oy-Mittelberg wurde anlässlich der Ehrung der vier Gefallenen und dreißig Veteranen der Heimatgemeinde aus dem Deutsch-Französischen Krieg 1870/71 am 10. Juni 1875 neben der St.-Anna-Kapelle in der Ortsmitte eingeweiht.

## Baugeschichte
Am 6. Oktober 1872 beschloss die Bürgerversammlung von Oy-Mittelberg ein Denkmal zum Gedenken der vier Gefallenen und zur Ehrung der dreißig zurückgekehrten Kriegsteilnehmer des deutsch-französischen Einigungskrieges 1870/71 zu errichten. Zur Kostendeckung musste jede Familie 30 Kreuzer (halber Tageslohn eines Maurers um 1870) beitragen. Es wurde ein Ausschuss mit Männern aus den verschiedenen Orten der Gemeinde gebildet, um das Projekt zu planen. Über die Platzfrage zur Aufstellung des Denkmals wurde lange Zeit gestritten, denn viele Bürger wollten es bei der Pfarrkirche in Mittelberg errichtet haben. Erst am 12. Juli 1874 einigte sich der Ausschuss das Denkmal in Oy neben der Anna-Kapelle zu errichten und zugleich zwei Gedenktafeln in den Pfarrkirchen zu Mittelberg und Maria Rain anzubringen.
Am 19. August 1874 erteilte man dem Steinmetz Linder aus Füssen den Auftrag den Obelisken (5,67 m hoch) aus Sandstein zum Preis von 422 Gulden zu bauen, der bis zum Frühjahr 1875 fertig sein sollte.
Im Winter 1874 sprengte die Kälte den Sandstein aus dem Steinbruch Engelsbach, sodass ein zweiter Stein aus dem Steinbruch Füssen geliefert werden musste. Die Enthüllung fand deshalb erst am 10. Juni 1875 statt.

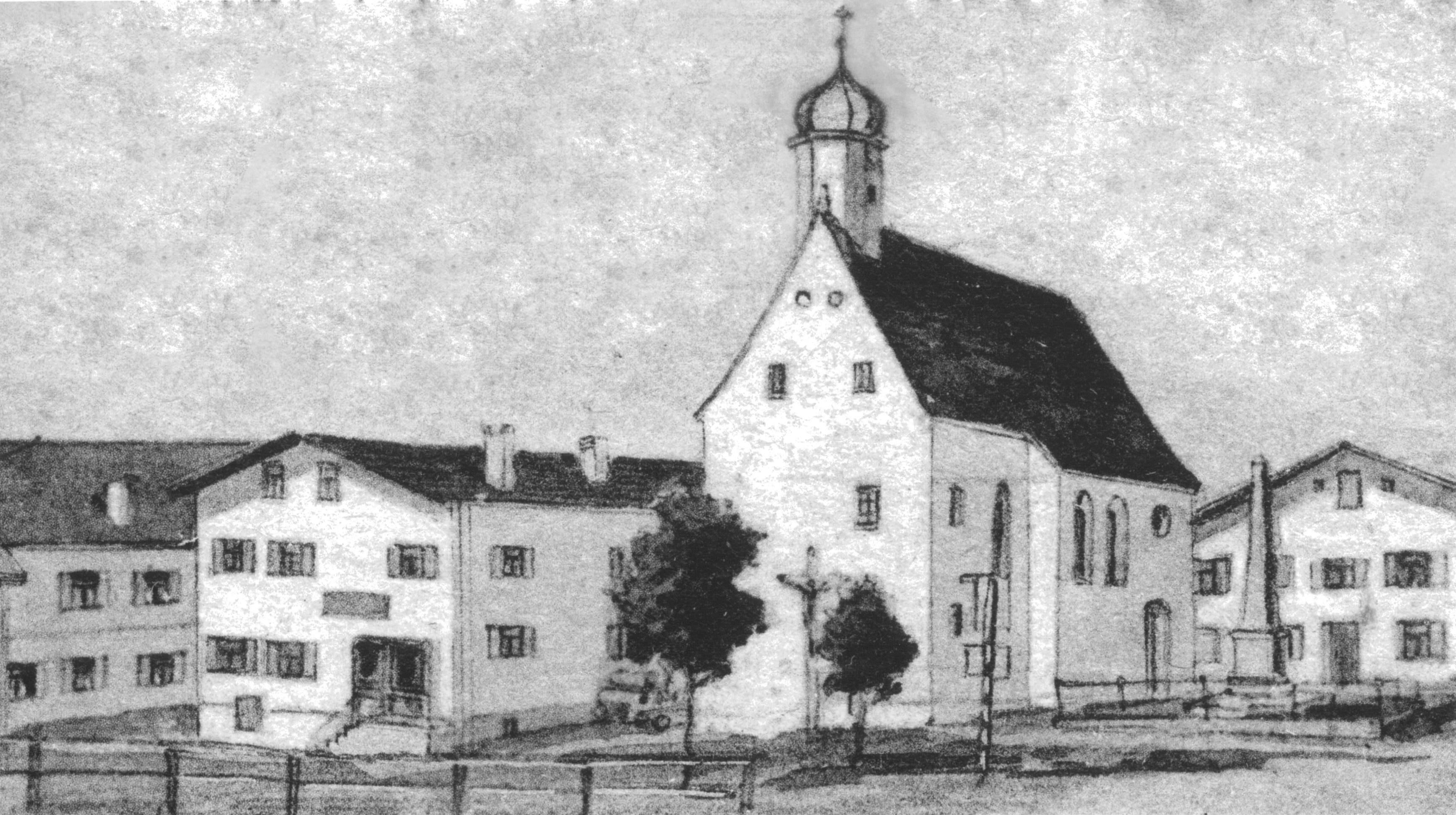
Das Kriegerdenkmal in Oy vor der St.-Anna-Kapelle 1875

Im Jahr 1929 wurde das Denkmal renoviert und durch zwei Seitensteine aus Muschelkalk erweitert, auf denen die Namen der 75 Gefallenen des Ersten Weltkriegs eingraviert wurden. Die Schrift verblasste jedoch schon nach wenigen Jahren.

1950 wurde das Denkmal durch den Bildhauer Girlich aus Kempten nochmals renoviert. Der Obelisk wurde abgeschliffen und die alten Inschriften durch neue ersetzt. Die beiden Seitensteine wurden durch solche aus Granit ersetzt, wobei auf die Nennung der Namen der ca. 220 Gefallenen aus dem Zweiten Weltkrieg aus Platzgründen verzichtet werden musste. Auf den Seitensteinen, auf denen jeweils ein Steinwürfel mit dem Eisernen Kreuz aufgesetzt wurde, war je ein Kreuzritterschwert als Symbol des Krieges eingemeißelt. Aber auch diese Inschriften verblassten relativ bald. 

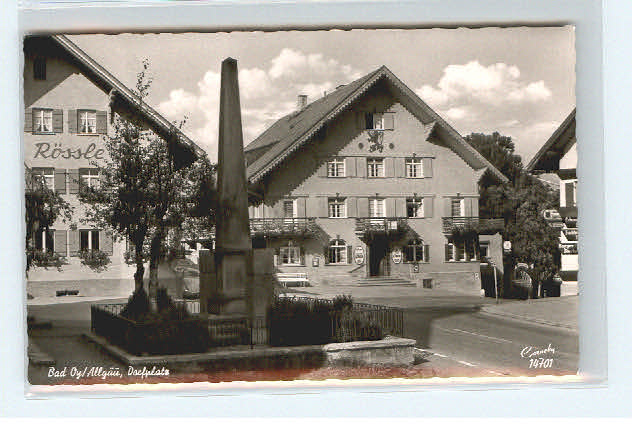
Das Kriegerdenkmal in Oy mit Seitensteinen vor der St.-Anna-Kapelle

Auf Grund des schlechten Zustands und der ungünstigen Lage des alten Kriegerdenkmals, das nicht bei der großen, neuen Pfarrkirche Oy (erbaut 1973) steht, sondern an der kleineren Anna-Kapelle, schlug die Kirchenverwaltung Oy im Juli 1980 vor ein neues Denkmal am Friedhof in Oy zu errichten und das alte Denkmal zu renovieren. Die Renovierung übernahm die Kirchenverwaltung, die Finanzierung des geplanten Denkmals mit 15.000 Mark übernahmen die Gemeinde und die Kirchenverwaltung zusammen.
Der Obelisk des früheren Kriegerdenkmals wurde zu einer Mariensäule mit einer 1,55 m hohen Statue der Maria mit dem Kind in Beton, geschaffen von Bildhauer Hans Wachter aus Kempten, umgestaltet. Sie wurde im Mai 1981 eingeweiht und dient nun nicht mehr dem Kriegergedenken. Der Sockel des Obelisken mit der alten Inschrift wurde auf die Ostseite der Anna-Kapelle versetzt und die beiden Seitensteine wurden entfernt. 

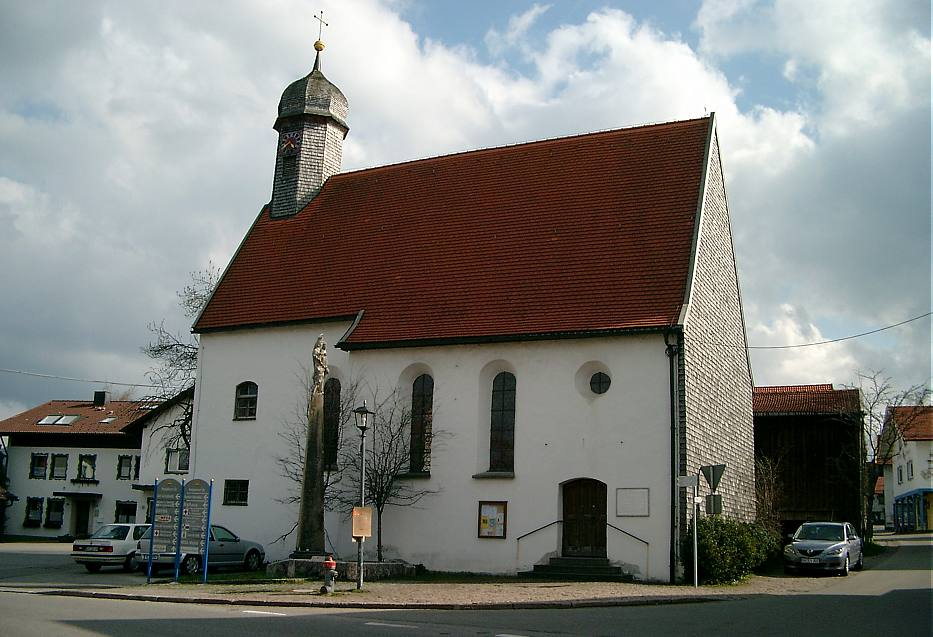
Die Mariensäule auf dem St.-Anna-Platz (2013)

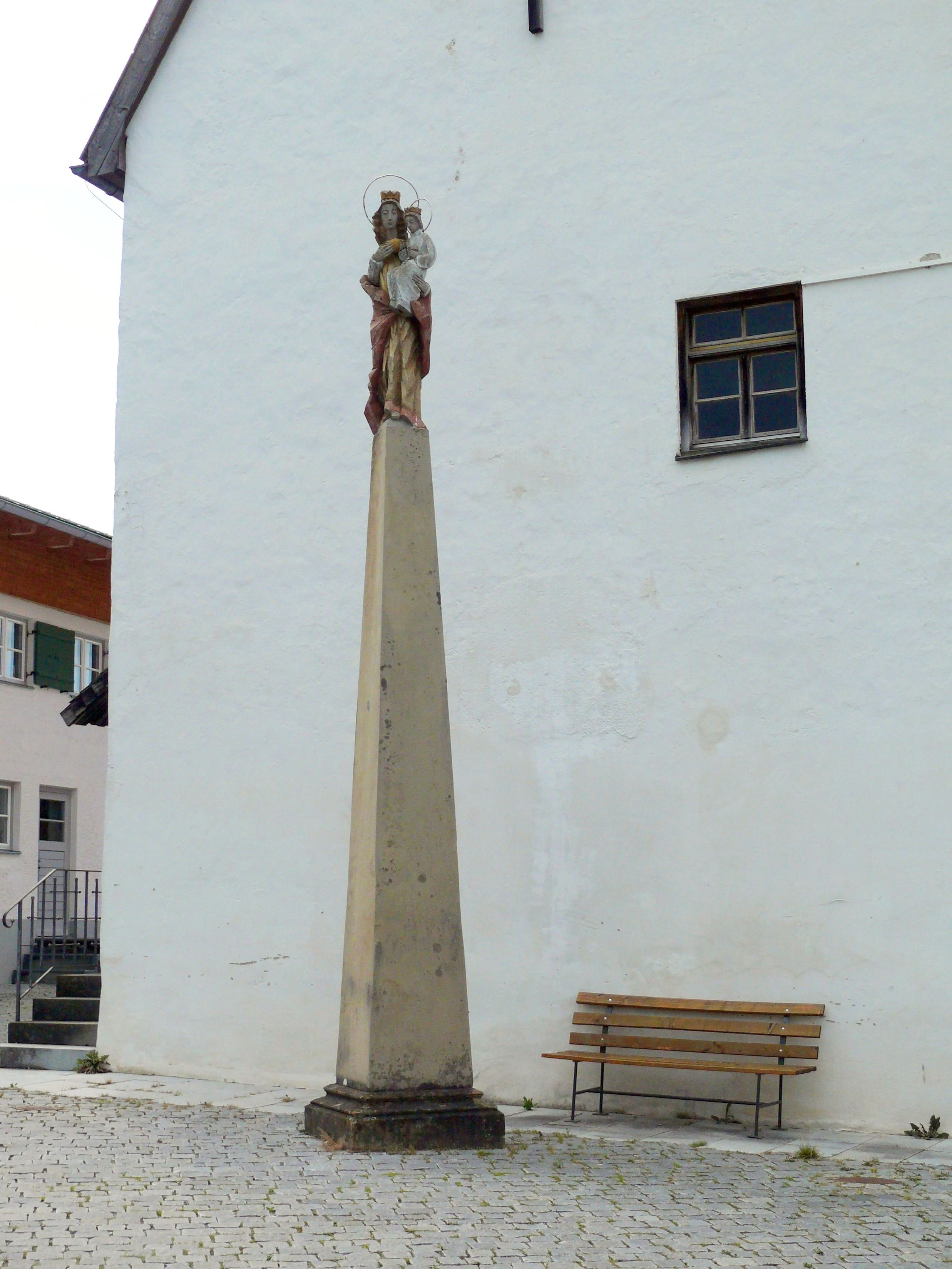
Die Mariensäule auf dem St.-Anna-Platz (2024)

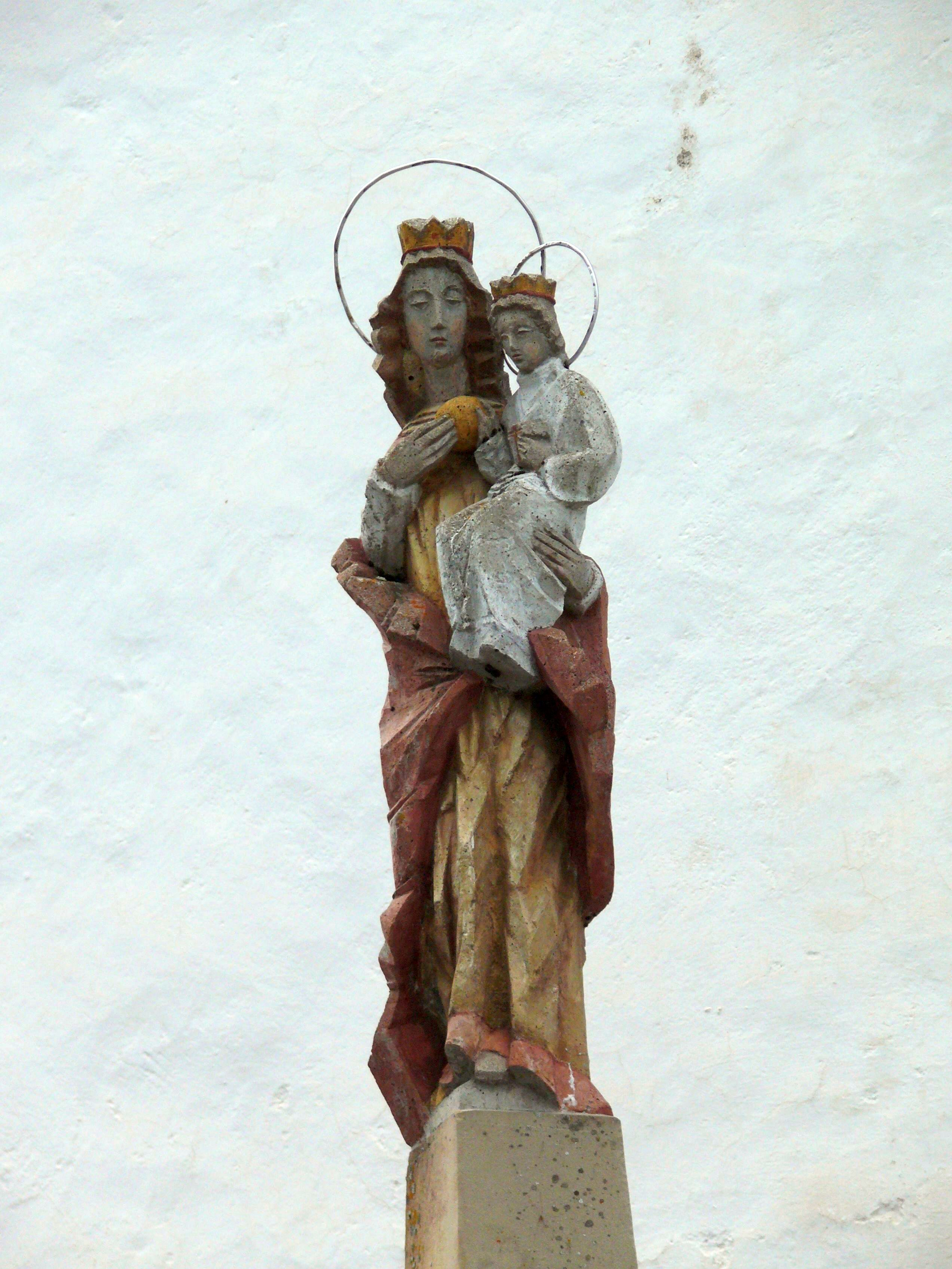
Die Marienstatue von Hans Wachter

Das neue Denkmal ist eine aus Kirchheimer Muschelkalk gestaltete, 3,45 m hohe Ausführung in zwei Kreuzen, wobei das kleinere Kreuz frontal zum Friedhof und das größere schräg in Richtung Kirche zeigt. Ausgeführt wurde der Auftrag von Bildhauer Hans Wachter aus Kempten.
Am 23. November 1980 wurde das neue Kriegerdenkmal feierlich durch Pfarrer Konrad Müller eingeweiht.
Wegen der Neugestaltung des Platzes um die Anna-Kapelle wurde die Mariensäule vor die Ostseite der Kapelle gestellt. Es gibt noch keinen neuen Standort für den alten Sockel des Denkmals (Stand: 2013).

## Inschriften
Obelisk (1875-1950):

Inschrift am Sockel:
1. Zum Andenken an den glorreich errungenen Frieden und an die Wiederherstellung des deutschen Kaiser Reiches
2. Unseren Nachkommen zum Andenken an die Heldentaten der Söhne Deutschlands in den Jahren 1870-1871
3. König Ludwig der 2. Von Bayern ein Hort und Schirm der Einheit und Größe Deutschlands
4. Deutsche Tapferkeit unter Gottes Beistand hat in 23 Schlachten den Sieg errungen
Inschrift auf dem Obelisken:
Die Namen der 4 gefallenen (Frontseite) und der 30 Kriegsheimkehrer (rechte und linke Seite)
Rückseite: Gott war mit uns
	   ihm sei die Ehre
Sockel des Obelisken (ab 1950):

Frontseite:    Ihren
		Kriegsopfern
		die dankbare
		  Gemeinde

Ost- und Westseite: 1870-1871
Am kleineren Kreuz: Gedenken der Gefallenen und Vermissten
Nördliche Seite:
Kriege
1870-71
1914-18
1939-45

Am großen Kreuz: 	        Mahnung zum Frieden -
			     Zeichen der Auferstehung! Betet für Eure Toten!
Rückseite:  A 1980 D

## Bedeutung in der Öffentlichkeit
Die Gemeinde Oy-Mittelberg wollte nach dem erfolgreichen Feldzug gegen Frankreich ihre Kriegsteilnehmer ehren und ihren Stolz zum Ausdruck bringen. Dazu wurde wie im übrigen Deutschland ein Kriegerdenkmal gebaut. Es diente danach als Sammel- und Aufstellungsort bei nationalen Feiern, wie z. B. die alljährlichen Gedächtnisfeiern für die verstorbenen Krieger (Veteranenjahrtag), die Sedansfeiern am 2. September, das 25-jährige Bestehen des Veteranen- und Kriegervereins 1879, das 50-jährige 1904 und das 75-jährige 1929. Ebenso wurden die Feiern für die Kriegerheimkehrer am 30. Dezember 1918 vom Ersten Weltkrieg und am 11. November 1950 vom Zweiten Weltkrieg dort abgehalten.
Seit 1980 finden diese alljährlichen Feiern zum Veteranenjahrtag am neuen Kriegerdenkmal statt, obwohl der Kirchenzug noch vom alten Denkmal aus losgeht.
Auch heute noch wird an diesem Tag an die Opfer der beiden Weltkriege erinnert. Der Zug wird von der Harmoniemusik Oy und den Vertretern der Vereine von der Anna-Kapelle in die Kirche geführt, in der dann ein Gottesdienst mit der Verlesung der Namen der Gefallenen des Ersten und Zweiten Weltkriegs stattfindet. Am Kriegerdenkmal selber werden geweihte Kränze niedergelegt. Die Veteranen, Angehörige und Kriegervereine schwenken dabei die Fahnen und es ertönen die drei traditionellen Kanonenschüsse.

## Deutung
Neues Kriegerdenkmal: „Das Kreuz auf dem Denkmal möge stellvertretend eine Mahnung sein für alle Kreuze in der ganzen Welt“, so Bürgermeister Gallenmiller von Oy.8 Das Denkmal ist aus einem Block gehauen und zeigt zwei Kreuze. Das große, zur Kirche gerichtet, soll die Gefallenen der Kriege versinnbildlichen, das kleinere, das zum Friedhofseingang gerichtet ist, versinnbildlicht die Verstorbenen auf dem Friedhof. Das Denkmal soll also nicht nur eine Mahnung zum Frieden, sondern auch ein Zeichen der Auferstehung, wie auf dem Kreuz selber festgehalten, sein.